# Франшес
Франше́с (фр. Franchesse) — коммуна во Франции, находится в регионе Овернь. Департамент коммуны — Алье. Входит в состав кантона Бурбон-л’Аршамбо. Округ коммуны — Мулен.
Код INSEE коммуны — 03117.

## Население
Население коммуны на 2008 год составляло 453 человека.
| 1962 | 1968 | 1975 | 1982 | 1990 | 1999 | 2008 |
| ---- | ---- | ---- | ---- | ---- | ---- | ---- |
| 624  | 675  | 552  | 539  | 532  | 451  | 453  |

## Экономика
В 2007 году среди 284 человек в трудоспособном возрасте (15—64 лет) 197 были экономически активными, 87 — неактивными (показатель активности — 69,4 %, в 1999 году было 63,6 %). Из 197 активных работали 173 человека (100 мужчин и 73 женщины), безработных было 24 (10 мужчин и 14 женщин). Среди 87 неактивных 21 человек были учениками или студентами, 31 — пенсионерами, 35 были неактивными по другим причинам.